# Shelly Berg
Shelton Glen „Shelly“ Berg (* 18. August 1955 in Cleveland, Ohio) ist ein US-amerikanischer Jazzpianist, Arrangeur und Hochschullehrer.

## Leben und Wirken
Shelly Bergs Vater war der Trompeter Jay Berg. Ab sechs Jahren hatte er klassischen Klavier-Unterricht am Cleveland Institute of Music. Mit 15 Jahren zog er mit seiner Familie nach Houston, wo er bei Sessions u. a. mit Arnett Cobb spielte. Nach dem Erwerb des Bachelor of Music und des Master of Music an der University of Houston School of Music arbeitete er als Musikpädagoge und legte daneben eine Reihe von Alben unter eigenem Namen vor, die er mit Musikern wie Peter Erskine und Chuck Berghofer einspielte. Nach seinem Debütalbum 1995 für DMP legte er 1998 ein Oscar-Peterson-Tribut vor, bei dem dessen Triopartner Ray Brown und Ed Thigpen mitwirkten. 2006 arrangierte er Standards für das Album Ray Sings, Basie Swings für Concord Jazz. In Los Angeles trat er häufig mit Bill Watrous auf und wirkte bei mehreren seiner Alben mit wie Bone-ified (1992) oder Space Available (1995).  Berg war auch als musikalischer Leiter für Carmen Bradford tätig, als Begleitmusiker für Lorraine Feather, Monica Mancini, Patti Austin, Tierney Sutton und Joli Jones.
Shelly Berg unterrichtete zunächst am San Jacinto College in Texas, bevor er 1991 nach Los Angeles zog und als Professor für Jazz-Studien an der USC Thornton School of Music lehrte. 2007 wurde er Dekan an der Frost School of Music (University of Miami); zudem war er Vorsitzender der International Association of Jazz Educators.

## Diskographische Hinweise
- The Joy (DMP 1995) mit Lou Fischer, Steve Houghton, Randy Drake
- The Will: A Tribute To Oscar Peterson (CARS 1998) mit Ray Brown und Ed Thigpen
- Pieces Of String (Viewpoint 2003) mit John Fremgen und Peter Erskine
- Blackbird (Concord Records 2005) mit Chuck Berghofer und Gregg Field
- The Nearness of You (Arbors Records 2009) solo piano